# Atletica leggera maschile ai Giochi della XXV Olimpiade
Ai Giochi della XXV Olimpiade di Barcellona 1992 sono stati assegnati 24 titoli nell'atletica leggera maschile.

## Calendario
| Gare         |          |            |              |   |                         |                         |                   |                   |          |    |    |
| 100 m        | 100 m    |            | 200 m        |   | 200 m                   | 200 m                   | Staffetta 4x100 m | Staffetta 4x100 m |          | 24 |    |
|              | 400 m    | 400 m      | 400 m        |   | 400 m                   |                         | Staffetta 4x400 m | Staffetta 4x400 m |          | 24 |    |
|              | 800 m    | 800 m      |              |   | 800 m                   |                         |                   |                   |          | 24 |    |
|              |          |            | 1500 m       |   | 1500 m                  |                         |                   | 1500 m            |          | 24 |    |
|              |          | 110 m ost. | 110 m ost.   |   |                         |                         |                   |                   |          | 24 |    |
|              |          |            | 400 m ost.   |   | 400 m ost.              | 400 m ost.              |                   |                   |          | 24 |    |
|              |          |            | 3000 m siepi |   | 3000 m siepi            |                         | 3000 m siepi      |                   |          | 24 |    |
| 10.000 m     |          |            | 10.000 m     |   |                         | 5000 m                  |                   | 5000 m            |          | 24 |    |
| Marcia 20 km |          |            |              |   |                         |                         | Marcia 50 km      |                   | Maratona | 24 |    |
| Alto         |          | Alto       |              |   | Asta                    |                         | Asta              |                   |          | 24 |    |
|              | Triplo   |            | Triplo       |   | Lungo                   | Lungo                   |                   |                   |          | 24 |    |
| Peso         | Martello | Martello   | Disco        |   | Disco                   |                         | Giavellotto       | Giavellotto       |          | 24 |    |
|              |          |            |              |   | Decathlon (1ª giornata) | Decathlon (2ª giornata) |                   |                   |          | 24 |    |
|              |          |            |              |   |                         |                         |                   |                   |          |    |    |
| Titoli       | 2        | 1          | 2            | 3 | -                       | 3                       | 4                 | 3                 | 5        | 1  | 24 |

|  | Qualificazioni |  | Finali |

La struttura del programma è ormai la stessa dal 1984: le gare iniziano il venerdì e terminano la domenica della settimana seguente (in pratica terminano il sabato con le staffette poiché la domenica si disputa solo la Maratona). Vi è un giorno di riposo: il martedì.
A Barcellona alcune gare vengono accorciate:
- Gli 800 metri sono accorciati da quattro a tre turni. Però viene posto un irragionevole spazio di tre giorni tra la semifinale e la finale;
- I 5000 metri sono accorciati da tre a due turni.

Altre gare invece hanno una durata dilatata:
- I 200 metri sono allungati da due a tre giorni: semifinali e finale si disputano in due giorni diversi (di conseguenza il titolo si assegna il giorno dopo i 400 metri e non più il giorno stesso);
- I 1500 metri erano distribuiti su tre giorni: ora dalle batterie alla finale passano cinque giorni (tanti). La conseguenza è che, per la prima volta nella storia olimpica, la gara del miglio è sovrapposta agli 800 metri (e quindi gli atleti sono costretti a disputare o l'una o l'altra). Ciò non è stato fatto per favorire l'abbinamento tra 1500 metri e 5000, poiché sono sovrapposti anch'essi!
- Nei 5000 metri tra semifinale e finale è posto un giorno di riposo; nei 1500 metri i giorni sono due. Decisione bizzarra.

Altre decisioni:
- Da Mosca 1980 le due gare ad ostacoli sono state inopinatamente sovrapposte. A Barcellona si rimedia parzialmente: rimane un solo giorno di sovrapposizione;
- Il Lungo si disputa in due giorni consecutivi; invece nel Triplo tra la qualificazione e la finale c'è un giorno d'intervallo. Bizzarra decisione;
- Asta, Lungo e Giavellotto vengono spostati dalla prima alla seconda parte del calendario. In questo modo però si accentua lo sbilanciamento tra le due sezioni del programma: nei primi quattro giorni vengono assegnati solo otto ori. Gli altri sedici sono assegnati dal mercoledì alla domenica.

Finali in notturna
Il programma orario viene esteso alle ore serali: 
- Il decathlon si conclude alle 21:20 (1500 metri);
- I 10.000 metri (m e f, qualificazioni e finale) si disputano sempre dopo le 21;
- La finale dei 3000 siepi si tiene alle 21:05;
- Le staffette 4x400 (m e f) sono programmate dopo le 21.

Diverrà una consuetudine ai Giochi e nelle grandi competizioni.

## Nuovi record
I tre record mondiali sono, per definizione, anche record olimpici.
| Nuovo record mondiale in       | 3 specialità: | 400h, Staffette 4x100 e 4x400          |
| Nuovo record olimpico in altre | 4 specialità: | 200m, 400m, Salto triplo e Giavellotto |

## Risultati delle gare
| Specialità | Oro                                                                                             | Risultato             | Argento                                                                          | Risultato | Bronzo                                                                                         | Risultato | Dettagli            |
| --- | ----------------------------------------------------------------------------------------------- | --------------------- | -------------------------------------------------------------------------------- | --------- | ---------------------------------------------------------------------------------------------- | --------- | ------------------- |
| 100 m | Linford Christie                                                                                | 9"96                  | Frank Fredericks                                                                 | 10"02     | Dennis Mitchell                                                                                | 10"04     | Classifica completa |
| 200 m | Michael Marsh                                                                                   | 20"01                 | Frank Fredericks                                                                 | 20"13     | Michael Bates                                                                                  | 20"38     | Classifica completa |
| 400 m | Quincy Watts                                                                                    | 43"50                 | Steve Lewis                                                                      | 44"21     | Samson Kitur                                                                                   | 44"24     | Classifica completa |
| 800 m | William Tanui                                                                                   | 1'43"66               | Nixon Kiprotich                                                                  | 1'43"70   | Johnny Gray                                                                                    | 1'43"97   | Classifica completa |
| 1 500 m | Fermín Cacho                                                                                    | 3'40"12               | Rachid El Basir                                                                  | 3'40"62   | Mohamed Suleiman                                                                               | 3'40"69   | Classifica completa |
| 5 000 m | Dieter Baumann                                                                                  | 13'12"52              | Paul Bitok                                                                       | 13'12"71  | Fita Bayisa                                                                                    | 13'13"03  | Classifica completa |
| 10 000 m | Khalid Skah                                                                                     | 27'46"70              | Richard Chelimo                                                                  | 27'47"72  | Addis Abebe                                                                                    | 28'00"72  | Classifica completa |
| 3 000 m siepi | Matthew Birir                                                                                   | 8'08"84               | Patrick Sang                                                                     | 8'09"55   | William Mutwol                                                                                 | 8'10"74   | Classifica completa |
| 110 m ostacoli | Mark McKoy                                                                                      | 13"12                 | Tony Dees                                                                        | 13"24     | Jack Pierce                                                                                    | 13"26     | Classifica completa |
| 400 m ostacoli | Kevin Young                                                                                     | 46"78                 | Winthrop Graham                                                                  | 47"66     | Kriss Akabusi                                                                                  | 47"82     | Classifica completa |
| Maratona | Hwang Young-cho                                                                                 | 2h13'23"              | Kōichi Morishita                                                                 | 2h13'45"  | Stephan Freigang                                                                               | 2h14'00"  | Classifica completa |
| Marcia 20 km | Daniel Plaza                                                                                    | 1h21'45"              | Guillaume LeBlanc                                                                | 1h22'25"  | Giovanni De Benedictis                                                                         | 1h23'11"  | Classifica completa |
| Marcia 50 km | Andrej Perlov                                                                                   | 3h50'13"              | Carlos Mercenario                                                                | 3h52'09"  | Ronald Weigel                                                                                  | 3h53'45"  | Classifica completa |
| Salto in alto | Javier Sotomayor                                                                                | 2,34 m                | Patrik Sjöberg                                                                   | 2,34 m    | Artur Partyka                                                                                  | 2,34 m    | Classifica completa |
| Salto in alto | Javier Sotomayor                                                                                | 2,34 m                | Patrik Sjöberg                                                                   | 2,34 m    | Tim Forsyth                                                                                    | 2,34 m    | Classifica completa |
| Salto in alto | Javier Sotomayor                                                                                | 2,34 m                | Patrik Sjöberg                                                                   | 2,34 m    | Hollis Conway                                                                                  | 2,34 m    | Classifica completa |
| Salto con l'asta | Maksim Tarasov                                                                                  | 5,80 m                | Igor' Trandenkov                                                                 | 5,80 m    | Javier García-Chico                                                                            | 5,75 m    | Classifica completa |
| Salto in lungo | Carl Lewis                                                                                      | 8,67 m                | Mike Powell                                                                      | 8,64 m    | Joe Greene                                                                                     | 8,34 m    | Classifica completa |
| Salto triplo | Mike Conley                                                                                     | 18,17 m v (17,63 m, ) | Charles Simpkins                                                                 | 17,60 m   | Frank Rutherford                                                                               | 17,36 m   | Classifica completa |
| Getto del peso | Mike Stulce                                                                                     | 21,70 m               | Jim Doehring                                                                     | 20,96 m   | Vjačeslav Lycho                                                                                | 20,94 m   | Classifica completa |
| Lancio del disco | Romas Ubartas                                                                                   | 65,12 m               | Jürgen Schult                                                                    | 64,94 m   | Roberto Moya                                                                                   | 64,12 m   | Classifica completa |
| Lancio del martello | Andrej Abduvaliev                                                                               | 82,54 m               | Ihar Astapkovič                                                                  | 81,96 m   | Igor Nikulin                                                                                   | 81,38 m   | Classifica completa |
| Lancio del giavellotto | Jan Železný                                                                                     | 89,66 m               | Seppo Räty                                                                       | 86,60 m   | Steve Backley                                                                                  | 83,38 m   | Classifica completa |
| Decathlon | Robert Změlík                                                                                   | 8 611 p.              | Antonio Peñalver                                                                 | 8 412 p.  | David Johnson                                                                                  | 8 309 p.  | Classifica completa |
| Staffetta 4×100 m | Stati Uniti Michael Marsh Leroy Burrell Dennis Mitchell Carl Lewis James Jett                   | 37"40                 | Nigeria Oluyemi Kayode Chidi Imoh Olapade Adeniken Davidson Ezinwa Osmond Ezinwa | 37"98     | Cuba Andrés Simón Joel Lamela Joel Isasi Jorge Aguilera                                        | 38"00     | Classifica completa |
| Staffetta 4×400 m | Stati Uniti Andrew Valmon Quincy Watts Michael Johnson Steve Lewis Darnell Hall Charles Jenkins | 2'55"74               | Cuba Lázaro Martínez Héctor Herrera Norberto Téllez Roberto Hernández            | 2'59"51   | Regno Unito Roger Black David Grindley Kriss Akabusi John Regis Du'aine Ladejo Mark Richardson | 2'59"73   | Classifica completa |
| record mondiale; record olimpico; record mondiale stagionale; record africano; record asiatico; record europeo; record nord-centroamericano e caraibico; record sudamericano; record oceaniano; record nazionale; record personale; record personale stagionale. |                                                                                                 |                       |                                                                                  |           |                                                                                                |           |                     |

Statistiche
Dei 21 olimpionici vincitori delle gare individuali di Seul (Carl Lewis trionfò nei 100 metri e nel Salto in lungo), solo cinque hanno lasciato l'attività agonistica. Però il campione dei 20 km di marcia Pribilinec è inattivo (ritornerà a gareggiare l'anno seguente); Christian Schenk, vincitore del Decathlon, è infortunato. Ci sono inoltre ben sei atleti, tra russi, statunitensi e kenioti, che non si sono qualificati (tra essi lo stesso Lewis sui 100 metri). Infine, il vincitore dei 10.000 si presenta sui 5000 metri. Dei rimanenti otto campioni olimpici, solo Carl Lewis si conferma, nel Salto in lungo. 

Sei primatisti mondiali partecipano ai Giochi di Barcellona, ma nessuno di essi vince la propria gara.

Nel 1991 si sono tenuti a Tokyo i Campionati mondiali di atletica leggera. Dei 22 campioni di gare individuali quattordici si presentano a Barcellona per tentare l'abbinamento con l'oro olimpico. Nessuno di essi ci riesce.
Hanno partecipato alle gare nove atleti di categoria Junior. Il migliore di essi è stato l'australiano Tim Forsyth (terzo ex aequo nel Salto in alto), l'unico a salire sul podio. Viene eliminato al primo turno sia nei 100 che nei 200 metri Ato Boldon, agli inizi della sua brillante carriera.